# 와팡뎬시

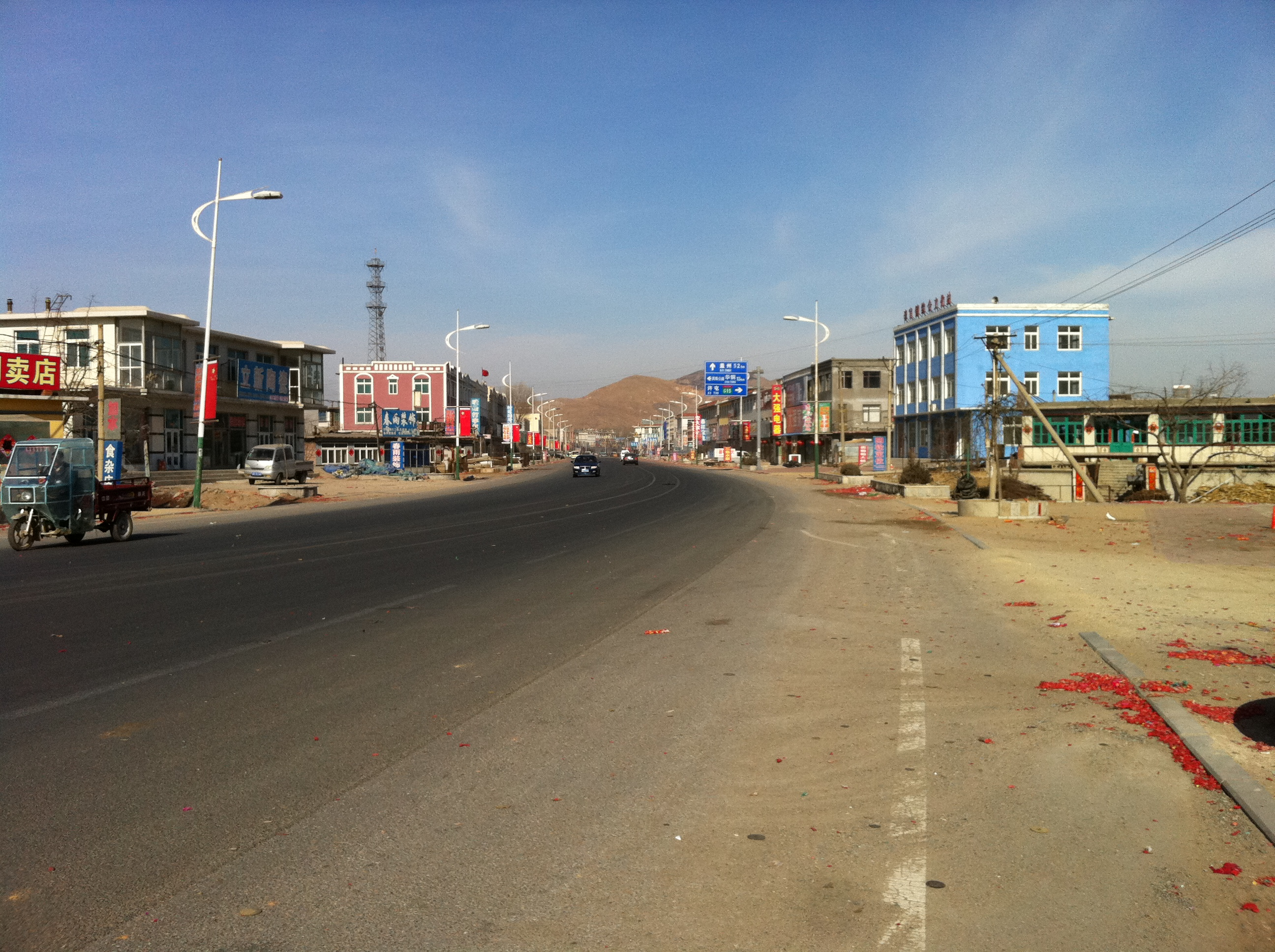

와팡뎬시(한국어: 와방점시, 중국어: 瓦房店市, 병음: Wǎfángdiàn Shì)는 중화인민공화국 랴오닝성 다롄시의 행정구역이다. 넓이는 3,791km2이고, 인구는 2007년 기준으로 1,030,000명이다.

## 역사
고조선이 최초로 이 지역을 지배했던 왕조이다. 이후에는 중국계 한족 왕조가, 그다음에는 북방 선비족들이 대를 이으며 차지했다. 고대 한국계 왕조인 고구려가 이 일대를 북방 민족과 한족으로부터 다시 되찾아서 비사성이라고 불렀다. 이후 발해 영토가 되었으며 목저주(木底州)·현토주(玄兎州)라고 했다.

## 연혁

### 요금이전
한나라가 요동군을 복구하면서 중국의 영역에 들어온 것으로 추정되며 푸란뎬 시일대에 있었을 것으로 보이는 본군의 답씨현(沓氏縣)이 와팡뎬 시를 비롯한 다롄 시 전역을 관할했던 것으로 보인다.
고구려가 요동을 점령한 이후 고구려에 속했으며 고구려는 본 시 득리사진 용담산일대에 득리사산성(得利寺山城)을 축성했다. 이 득리사산성을 고구려의 성중 하나인 적리성으로 보는 견해가 있지만 정확한 진위여부는 확인할 수 없다.

### 요금
요나라는 흥종대에 본시 서쪽해안에 있는 복주성진(复州城镇)에 복주(复州),혹은 부주(復州)를 신설했다. 복주의 군명은 회덕군(懷德軍)이었고 절도가 본주의 민정을, 남여진탕하사가 본주의 군정을 담당했다. 이중 복주성진에는 영녕현(永寧縣)이 있었고 지금의 와팡뎬 시에는 덕승현(德勝縣)이 설치된 것으로 보인다.
금나라는 1193년(금 장종 명창 4년)에 복주 회선군절도(懷還軍節度)를 자사로 강등시켰다. 본주는 금나라초에 사슴의 힘줄을 공납으로 바쳤다고 하지만 후에는 바치지 않게 되었다고 한다. 금대의 복주는 13,950호의 주민들이 살고 있었고 2현 1진을 거느렸다.
| 현/진명 | 한자   | 대략적 위치       | 비고 |
| ------- | ------ | ----------------- | --- |
| 영강기  | 永康倚 | 다롄시 와팡뎬 시  | 영녕현을 1167년 지금의 이름으로 고쳤다. |
| 화성현  | 化成縣 | 다롄 시 진저우 구 | 1143년 소주를 현으로 강등시켰다. 1216년 5월에 금주로 격상시켰다. 1218년(흥정 2년) 방어를 두었다. 요 귀주 귀승현을 진으로 강등시킨 귀승진(歸勝鎭)을 있다. |

### 원명
원나라는 부주를 요양부에 통폐합했다. 또한 원나라가 득리영성(得利嬴城)을 쌓았다. 이때 폐지된 복주는 1372년(홍무 5년) 6월 옛 복주성에 명나라가 부주(復州)를 재설치하면서 복구되었다. 1377년(홍무 10년) 복주는 복주위로 개편되었다. 1395년(홍무 28년) 4월, 복주가 폐지되었고 복주위만 남았다.
원대에 축성된 득리영성은 1371년(홍무 4년) 2월 요동위의 치소가 되었으나 얼마못가 요동위의 치소가 옮겨지면서 버려졌다.

### 청이후
1622년(천명제 천명 7년), 복주를 점령한 후금이 복주위를 복주로 내렸다. 이후 1664년(강희 3년) 개평현에 통폐합되었다가 1726년(옹정 4년), 개평에서 복주청을 분리하면서 복구되었다. 복주청은 1733년(옹정 11년) 복주로 바뀌어 봉천부에 속하게 되었다.
1913년 모든 1개속현만 차지한 단일주가 현으로 강등됨에 따라 푸 현(复县)으로 개명되었고 1934년, 푸 현의 치소가 옛 복주성진에서 지금의 와팡뎬진(瓦房店镇)으로 옮겨졌다. 1985년 푸 현에서 지금의 이름인 와팡뎬 시로 개명되었다.

## 경제
와팡뎬의 기초 산업은 농업, 어업, 광업이다. 보하이 만에서의 어업이 번성하고 있고 사과를 비롯한 여러 과일들을 생산한다. 또한 다이아몬드의 생산지로 알려져있다. 와팡뎬은 볼베어링 산업으로 유명하다. 와팡뎬 볼베어링 공장은 아시아에서 가장 큰 것으로 1938년에 일본에 의해 세워졌다.

## 기후
| Wafangdian (1971−2000)의 기후 | Wafangdian (1971−2000)의 기후 | Wafangdian (1971−2000)의 기후 | Wafangdian (1971−2000)의 기후 | Wafangdian (1971−2000)의 기후 | Wafangdian (1971−2000)의 기후 | Wafangdian (1971−2000)의 기후 | Wafangdian (1971−2000)의 기후 | Wafangdian (1971−2000)의 기후 | Wafangdian (1971−2000)의 기후 | Wafangdian (1971−2000)의 기후 | Wafangdian (1971−2000)의 기후 | Wafangdian (1971−2000)의 기후 | Wafangdian (1971−2000)의 기후 |
| 월                            | 1월                           | 2월                           | 3월                           | 4월                           | 5월                           | 6월                           | 7월                           | 8월                           | 9월                           | 10월                          | 11월                          | 12월                          | 연간                          |
| ----------------------------- | ----------------------------- | ----------------------------- | ----------------------------- | ----------------------------- | ----------------------------- | ----------------------------- | ----------------------------- | ----------------------------- | ----------------------------- | ----------------------------- | ----------------------------- | ----------------------------- | ----------------------------- |
| 역대 최고 기온 °C (°F)        | 9.5 (49.1)                    | 13.2 (55.8)                   | 19.9 (67.8)                   | 27.8 (82.0)                   | 33.4 (92.1)                   | 36.0 (96.8)                   | 35.8 (96.4)                   | 35.0 (95.0)                   | 32.6 (90.7)                   | 28.0 (82.4)                   | 22.0 (71.6)                   | 14.2 (57.6)                   | 36.0 (96.8)                   |
| 일평균 최고 기온 °C (°F)      | −2.0 (28.4)                   | 0.7 (33.3)                    | 7.2 (45.0)                    | 15.8 (60.4)                   | 22.0 (71.6)                   | 25.9 (78.6)                   | 27.8 (82.0)                   | 28.1 (82.6)                   | 24.3 (75.7)                   | 17.3 (63.1)                   | 8.4 (47.1)                    | 1.3 (34.3)                    | 14.7 (58.5)                   |
| 일일 평균 기온 °C (°F)        | −7.1 (19.2)                   | −4.4 (24.1)                   | 2.0 (35.6)                    | 10.1 (50.2)                   | 16.3 (61.3)                   | 20.9 (69.6)                   | 23.8 (74.8)                   | 23.7 (74.7)                   | 18.8 (65.8)                   | 11.6 (52.9)                   | 3.2 (37.8)                    | −3.8 (25.2)                   | 9.6 (49.3)                    |
| 일평균 최저 기온 °C (°F)      | −11.5 (11.3)                  | −8.6 (16.5)                   | −2.7 (27.1)                   | 4.9 (40.8)                    | 11.2 (52.2)                   | 16.4 (61.5)                   | 20.4 (68.7)                   | 20.0 (68.0)                   | 13.9 (57.0)                   | 6.7 (44.1)                    | −1.1 (30.0)                   | −8.0 (17.6)                   | 5.1 (41.2)                    |
| 역대 최저 기온 °C (°F)        | −23.0 (−9.4)                  | −22.1 (−7.8)                  | −19.0 (−2.2)                  | −5.5 (22.1)                   | 3.5 (38.3)                    | 9.7 (49.5)                    | 11.7 (53.1)                   | 10.0 (50.0)                   | 3.1 (37.6)                    | −7.1 (19.2)                   | −13.3 (8.1)                   | −19.4 (−2.9)                  | −23.0 (−9.4)                  |
| 평균 강수량 mm (인치)         | 5.1 (0.20)                    | 4.4 (0.17)                    | 10.4 (0.41)                   | 27.4 (1.08)                   | 46.4 (1.83)                   | 86.5 (3.41)                   | 156.4 (6.16)                  | 150.7 (5.93)                  | 65.4 (2.57)                   | 34.7 (1.37)                   | 17.6 (0.69)                   | 7.5 (0.30)                    | 612.5 (24.12)                 |
| 평균 강수일수 (≥ 0.1 mm)      | 2.9                           | 2.6                           | 3.7                           | 5.6                           | 7.1                           | 9.2                           | 11.6                          | 9.9                           | 7.1                           | 6.2                           | 4.9                           | 2.7                           | 73.5                          |
| 출처: Weather China           |                               |                               |                               |                               |                               |                               |                               |                               |                               |                               |                               |                               |                               |

## 행정 구역
8개 가도, 15개 진, 7개 향, 2개 민족향을 관할한다.
- 가도: 新华街道, 文兰街道, 岭东街道, 共济街道, 铁东街道, 祝华街道, 岗店街道, 太阳街道
- 진: 复州城镇, 复州湾镇, 松树镇, 得利寺镇, 万家岭镇, 许屯镇, 永宁镇, 谢屯镇, 炮台镇, 李店镇, 老虎屯镇, 东岗镇, 长兴岛镇, 李官镇, 仙浴湾镇
- 향: 赵屯乡, 土城乡, 阎店乡, 西杨乡, 驼山乡, , 交流岛乡, 泡崖乡
- 민족향: 三台满族乡, 杨家满族乡